# Арзуманян, Александр Робертович
Александр Робертович Арзуманян (арм. Ալեքսանդր Արզումանյան; род. 24 декабря 1959, Ереван, Армянская ССР) — армянский политический и государственный деятель, министр иностранных дел Армении (1996—1998).

## Биография
Александр Арзуманян родился 24 декабря 1959 года в Ереване. Окончил механико-математический факультет Ереванского государственного университета. В 1985—1988 годах работал в качестве инженера-программиста в Ереванском научно-исследовательском институте автоматизированных систем управления. С 1988 по 1990 год был директором информационного центра «АОД», а в 1990—1991 — помощником председателя Верховного совета Армянской ССР. В 1991 году решением Верховного совета и Совета министров Армении отправлен в США с целью основания дипломатического представительства.
В 1992—1993 годах был послом Армении в США, в 1992—1996 годах — постоянным представителем Армении в ООН. С 1996 по 1998 год занимал пост министра иностранных дел Армении.
С 1998 года занимается политической и общественной деятельностью. В 2000—2002 годах был председателем правления «АОД», в 2001—2004 годах — участником «Армяно-турецкой комиссии по примирению». Возглавлял предвыборный штаб Левона Тер-Петросяна на президентских выборах 2008 года. После массовых беспорядков в Ереване был арестован. В июне 2009 года освобождён по амнистии.
В 2011 году стал одним из основателей партии «Свободные демократы». В 2012 году избран депутатом парламента Армении, является заместителем председателя комиссии по внешним сношениям.
В 2013 году вышел из партии «Свободные демократы» и является одним из инициаторов восстановления АОД.